# Madonna de la casa Pazzi
La Madonna de la casa Pazzi es un fresco separado de la pared (290 × 212 cm) de Andrea del Castagno, de 1443 y conservado en la Colección Contini Bonacossi de los Uffizi de Florencia.

## Historia
El fresco proviene del altar de la capilla del castillo de Trebbio en Santa Brigida, fracción de Pontassieve, en la época propiedad de Andrea de Pazzi. Fue retirado en el siglo XIX e il Salmi se quejó de que en el arco abocinado había sido dejado "una guirnalda de cabezas de ángeles" que completaban la composición: de hecho, son evidentes los daños en la parte superior, sobre todo a la derecha.
La obra se realizó en 1443, justo después del regreso del artista a Florencia después de su estancia en Venecia, como sugiere el análisis estilístico y también la presencia de dos niños mellizos: los hijos de Andrea de Pazzi llamados Niccolò y Oretta, nacidos en 1437.
Spencer en cambio atribuye la obra a un asistente de Andrea del Castagno y la fecha en 1445 o posterior.

## Descripción y estilo
La obra es una sagrada conversación, con la Madonna con el Niño sobre un trono rodeados de dos ángeles, los santos Juan Bautista, señalando al Niño, y Jerónimo penitente y, en cada extremo, dos pequeños que portan para ofrecer a la Virgen respectivamente un jarrón con flores el niño y una guirnalda la niña.
El llamativo fondo está compuesto por una suntuosa tela con arabescos dorados, sostenida por dos ángeles que vuelan casi cabeza abajo. La riqueza de este tipo de ornamentación ciertamente se remonta al ambiente veneciano, en la época todavía influido por la tradición bizantina.
El rostro de la Virgen recuerda las obras de Fra Angélico, sobre todo el retablo de San Marcos (1438-1439), con la cual tiene algunos elementos en común, como la rica alfombra bajo el trono.
En el gran medallón sobre la Virgen debía encontrarse originalmente una tabla o un bajorrelieve, quizás un escudo heráldico, o una ventana.